# ثلاثية الحب
ثلاثية الحب (تُدعى أيضاً ثلاثية العاطفة أو قصة حب ثلاثية) هي علاقة عاطفية عادة تتضمن ثلاثة أشخاص. بينما يمكن أن تشير إلى علاقة مستقلة بين زوج مرتبطة مع الطرف الثالث، في الغالب تعرف بأن كل طرف في المثلث لديه علاقة ما مع الشخصين الأخرين.هذة العلاقات من الممكن أن تكون صداقة، عاطفة أو عائلية (غالباً تكون علاقة قرابة).
«على الرغم من أن ثلاثية الحب متطابقة مع ثلاثية الصداقة، الا وأن كثيرون قد لاحظوا أن هناك اختلاف في معانيهم الحقيقية.... العلاقة العاطفية تعرف بأنها علاقة استثنائية وخاصة على عكس الصداقة» ..أشارت الإحصائيات إلى أن، في المجتمع الغربى، «معظم المراهقين تورطوا أو عن عمد قد قادوا تجربة ثلاثية الحب»
يتميز مثلث الحب بنوعان أساسيان: «مثلث التنازع، حيث أن الحبيب يتنافس مع نظيره للوصول إلى الحبيبة، أيضاً المثلث المنقسم على ذاته، حيث يكون المحبوب متذبذب في الاختيار بين شخصين»

## التاريخ والمصطلحات
مصطلح ثلاثية الحب يُشير في العموم إلى الوضع الغير مرضي لطرف أو أكثر ممن يتضمنهم المثلث. أحد الأطراف يتوجه بإنهاء العلاقة نتيجة للشعور بالخيانة، مثلاً الطرف (أ) يشعر بالغيرة من الطرف (ج) نتيجة لعلاقته بالطرف (ب) الذي، في وجه نظر الطرف (أ) ملكاً له. هناك نسق شبيه بثلاثية الحب، ويسمى ثلاثى متكامل حيث يكون الثلاثة أطراف على وفاق، مع أنه نوع من أنواع تعدد العلاقات، والذي يتضمن بالرغم من ذللك علاقات جنسية.الزواج الأحادى في ثلاثية الحب يسبب الاضطرابات وعدم الإستقرار، وهذا لعموم فكرتين رئاسيتين وهما الحب الغير متبادل والغيرة. ومع ذللك نادراً ما يعرف عن ثلاثية الحب أنها أدت إلى ارتكاب جريمة قتل أو الانتحارمن جانب الطرف العاشق الحقيقي أو الطرف المرفوض من المحبوبة.

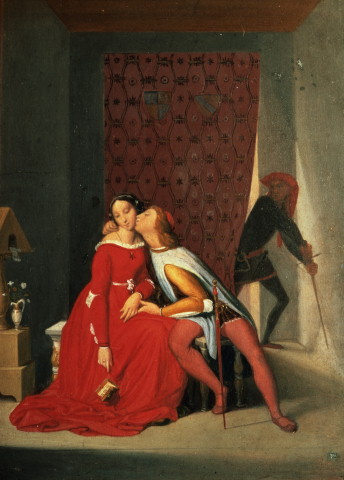
جان أوغست دومنيك أنغر؛والتي تمثل الكوميديا التكهنية الهزلية.

قد كشفت التحليلات النفسية المغزى الرئيسى لثلاثية الحب الشهوانى وجوهروا في مثلث عقدة. أشارت التجارب إلى أن النماذج المتعددة للتورط أو تشكيل ثلاثية حب يمكن أن تحل من البداية بدراسة علاقة كل طرف بوالديه منذ الطفولة من جانب وعلاقة الاب والام كازوجان من جانب أخر. وعلى سبيل المثال؛ قد تجد رجال ينجذبون فقط للنساء المتزوجات ولكنهم لا يستطيعوا تحمل العلاقة خوفاً من أن تكون أكثر من علاقة غرامية عابرة.حيث ان النساء دائماً ما يبحثون عن الإستقرار والعلاقة الكاملة كأزواج، مثل النساء الذين بإستمرار يتزوجون رجال متعددة الزوجات.

### الثلاثية الأبدية
هندسياً، الثلاثية الأبدية يمكن أن تمثل في ثلاثة أبعاد-زوج غيور (أ)في علاقة حب مع زوجة غير مخلصة له (ب)والتي يوجد لديها عشيق (ج)...(أ) يشعر بأنه مهجور، (ب) متحيرة بين الإثنين، و (ج) هو المحفز لنشوء أزمات في العلاقة بين كل من (أ) و (ب).
المقترح الذي يضمن بلوغ هذة الثلاثية الأبدية، هو التواطؤ في التواصل والاحتدام. وهذا التواطؤ قد يعطيه شكل مأساوي-'أنه لا مجال لإنهاء هذة الثلاثية الأبدية إلا بالموت، موت أحد أطرافها الثلاثة-أو أن يعطيه شكل كوميدى: العاشق يحضر جنازة زوجة صديقاً له، حيث كانت تجمعهم علاقة غرامية، ينفجر باكياً بدموع هستيرية، بينما الزوج يظل هادئاً. «هدئ من روعك،» يقول الزوج في نفسه، «سأتزوج مرة أخرى».

### المزيج الإجتماعى
قد أشير إلى أن لو الرجال تبادلوا حب أخوى وسمحوا بدخول امرأه بينهم، تتكون ثلاثية متساوية تلقائياً كما في تروفت فيلم چوليس وچيم. رين جيارد قد اكتشف دور الحقد وتقليد الشهوة في هذا النوع من العلاقات، وقد نم عنه أن غالب المواقف تكون بسبب أشتهاء الاشياء التابعة لصديقه الذي يتمتع بعلاقة سعيدة مميزة. في هذة الحالات، ليس من العدل أو المنطق لوم الثنائي الأخوى على مشاجرتهم للوصول لتلك المرأة... فهى تعد كبش فداءً لهم.

### البلومزبرى
مجموعة البلومزبرى لا ينتج منها عادة ثلاثيات حب شاذة وغير عادية. ومن ثم على سبيل المثال،فانيسا بيل'قد تورطت في ثلاثية متأزمة مع دونكن جرانت وحبيبه...دايڤد جارنت والتي نتج عنها'ثلاثية شديدة من الحب والجاذبية'.

### التفكك الزيجى
عندما ينتج عن ثلاثية الحب تفكك زيجى، فمن الوارد ان يتبع بما يسمى'الإخضاع «لتحريم النجاسة»... الاحتياجات العاطفية التي تم فرضها من طرف الزوج الغيور...لتجنب أي صداقة أو دعم من الطرف المنافس له في  حيث يترتب على ذلك ترك الأطفال يجتاحوا'بظلمات من الماضى... وفي اغلب الحالات ينعزلوا عن الجميع. اما عن ولائهم فقد أصبح ممزق'، وفي -أفضل الأحوال-'الشخص«المجروح» يمكنه بسهولة التلاعب بمشاعر الطفل حتى يرفض الاعتراف بأى علاقة جديدة من قبل الطرفين الأخرين في المثلث'.
من حيث مسؤلية نوع الجنس، الدليل أوضح أن في اواخر العصر الحديث أن كل من الجنسين يمكنه لعب دور«الشخص الأخر» بتطابق -'الرجال والنساء يعشقون بمعدل متساوي من الشغف والحماقة' وأنه بالتأكيد و'من دون نقاش لا شئ يشير إلى أن الرجال لديهم قدرة على الكبت والسيطرة على مشاعرهم دون النساء في مثلث الحب'.
هؤلاء من فتنوا بتجربة كونهم الشخص الأخر، قد يجدوا دوماً نصيحة الكلبى من الوثيقة 1930'التي لها صله بموقف الزاني، ولماذا يجب اجتناب هذا الموقف... هل عرفت الآن ماهى السلب بعنف؟ -لا-" السلب بعنف، "قال لى، "هو الطعن من الخلف في منتصف الليل، محاولا سلب زوجة رجا اخر رغماً عنه.

## في المجال الترفيهي
ثلاثيات الحب من المواضيع المشهورة في الترفية والحفلات، خاصاً في الرومانتكية الخيالية، متضمنه الأوبرا، الروايات الرومانسية، الرومانسية الهزلية، المانغا، والموسيقى الشائعة.
ايرك بيرن يدعى صراع على هيئة ثلاثية حب«هلم أنت وهو للقتال»؛ ويعتبر «الحالة النفسية عنصر جوهري للانثي. ونتيجة لطبيعة الدراما، لاهف هو اساس الكثير في الحياة الأدبية، كلاهما الصالح والطالح».
بوب ديلن منح حصيلة مماثلة من العنف في «مؤامرات ليلي، روزمارى وچاك اوڤ هرتز الجنسية، في العديد من مظاهر الثلاثية المنزلية».
الثلاثية الشائعة هي أن البطل أو البطلة يكون ممزق بين اثنين من الطالبين للحب وكلاهما لديه شخصية متناقضة جذرياً مع الأخر؛ من جهة فتاة طيبة أو شاب أمين، ومن جهة أخرى شاب أو فتاة ذات جاذبية جسدية ولكن محتمل أن يكونوا من الأشخاص المتهورين أو المجازفين. بدلا من ذلك، البطل أو البطلة يكونوا مخيرين بين ما يبدوا الحبيب المثالي الكامل وحبيب غير متكامل الصفات ولكنه المحبب أكثر للبطل أو البطلة. في هذة الحالة، الطالح والمناسب غالبا يكون شخص لديه عيب خطير، مثل فقدان المشاعر أو الانغماس في الشهوات والفسق، وينتج عن ذلك الرغبة في الشخص الأخر كاحبيب.
ثلاثيات الحب يمكن أن تكون متوازنه نسبياً، حيث يكون لكل متقدم فرصة سامحة للإنهاء مع البطل أو البطلة، أو يمكن أن تكون متوازنه، حيث أن البطل أو البطلة لديهم علاقة حب أو اهتمام واضحة بأحد منهم، ومن ثم يعتبر الأخر صديق، ولكن يكتم هذا الاعتراف لتجنب إزاء مشاعره. ولكن في الحالة الأخيرة، لمنح الدراما الحبكة والإثارة المطلوبة، يظل هذا المثالى المرفوض من البطل أو البطلة غالبا صديق لمدى بعيد.
الثلاثيات الغير دائما تحدث عندما يظهر الحبيب السابق للشخصية الرئيسية فاجئة ليكسب قلب هذة الشخصية من جديد، فيقوم بإثارة مشاعر الغيرة لدى الحبيب الحالى. بالرغم من من أن، هذا الموقف المعتاد لا يعد ثلاثية حب حقيقية حيث أن هناك احتمالية صغيرة جداً من طرف لشخصية الرئيسية لإنهاء العلاقة مع الحبيب الحالى للملاحقة بالشخص الذي ظهر فاجئة، وانها غالبا تستخدم كاختبار لمدى عمق وحقيقة إخلاص الشخصية الرئيسية لحبيبها الحالى. في هذة الحالات، يتجة الحبيب الحالى إلى الشعور بالذنب لهجر حبيبته وفي النهاية، ستدوم علاقتهما ولكن بعد تعلم العديد من الدروس القيمة.
عادة، ثلاثية الحب تنتهى بأن يكتم البطل أو البطلة مشاعرهم اتجاه الشخص المراد أو الذي يملك حب وأهتمام كبير له أو لها.(كما في الشفق أو مباريات الجوع.)عند ذلك يتنازل الطرف الثالث في الثلاثية لمنح الأخرين السعادة، أو يعبر عن مشاعره، وغالبا يدعى بأنه لا أحد يقدر على حب البطل أو البطلة كثيراً مثله. واحيانا ما تكسر المعادلة ويقع كل منهم في عشق شخص أخر، أو يقتل أحد منهم أو بصورة أخرى يستبعد. بينما ثلاثيات الحب يمكن أن تدعى بأنها كليشيه، لو نفذت بشكل سليم، سوف تمنح نظرة داخلية وعميقة على مدى تعقد الحب وما الأفضل في ان تسعى وراء علاقة حب رومانسية.
الأدب المتمثل في الشباب حديثة السن قد شاهد ارتفاع في نسبة شعبية قصص ثلاثيات الحب (مثل الشفق أو مباريات الجوع). ولكن أساس قصص الثلاثيات وجد منذ ما قبل اوائل الكتاب الكلاسيكين مثل وليام شكسبير وألكسندر دوما. روميو وجولييت من أشهر مسرحيات شكسبير والتي تتمثل فيها ثلاثية حب بين چوليت، روميو وبارس. بالرغم من أن الأكثر يراعة ورقه، كلاسيكيات دومس الكونت دي مونت كريستو والفرسان الثلاثة أيضاً يجسد فيها أقوي ثلاثيات الحب والكافية لخلق فكرة السعى للانتقام وبداية لشن حرب.
في عروض التليفزيون، ثلاثية الحب غالبا تكون، مطولة، لتأخير أعتراف الحب بين الشخصية الملاحقة والمتقدم بطلب الحب وربما ينتهى هذا الحب المفهم بالحياة قبل أوانه أو لا ينال إعجاب المشاهدين. هناك بعض الأمثلة منها 90210، فريندز وغريز أناتومي. وبالمثل، فيلم رومانسي أيضاً ستتحمل إلى ما يقرب النهاية لتحصل على هذا الأعتراف بالحب، مع انهم يميلوا إلى البرهنة على التشابك العاطفى بين الإثنين من خلال إستنتاج واضح أكثر من العروض التليفزيونية المطولة. ثلاثيات الحب أيضاً من الموضوعات المعروفة في الأوبرا الصابونية، بالإضافة إلى تابلود توك شوز، ومثل ذا چيري سبرينجر شو.
هناك الكثير من تسجيلات الفنانين لأغاني في محتواها تشير إلى ثلاثيات الحب، ومن أكثر المغنيين المعروفين والمشهورين لوريتا لين والتي تمتلك العديد من أغانى ثلاثيات الحب في حسابها الفنى، منهم "أنت لست أنثى كامل و"أول مدينة". أغانى "لثلاثية حب" أخري وهي "هذة الفتاة ملك لى" غناها مايكل چاكسون وبول مكارتني؛ "لا تقع في الخطأ، انها ملك لى" غناها كيني روجرز ورونى ميلسب؛ وأغنية "هل يحبك" غناتها ريبا مكانتر وليندا دايڤز.

## مصطلحات مترابطة

### الثلاثية المنزلية
ينبغى عدم الخلط بين ثلاثية الحب و (الثلاثية المنزلية)، فأنها علاقة ثلاثية الأبعاد حيث أن كل طرف أو بعد متداخل مع الأخر بحب وعشق بدلاً من الصراع على شخص واحد. الثلاثية المنزلية مصطلح فرنسى الأصل ويترجم إلى «منزل لثلاثة» وتشير عادة إلى انها تتكون من «زوجين وعشيق... حيث يعيشوا مع بعضهم البعض ويمارسون العلاقات الجنسية معا». وهذا يتعارض مع مصطلح ثلاثية الحب لأن كل طرف في ثلاثية لديه حافز متساوي ونقى من حيث الغرائز الجنسية. الثلاثية المنزلية تعتبر مجموعات متفرعة 'شطيرة... وثلاثة أيادى تحمله... وتختلف أجناس من يحمله: يمكن أن يكون ثلاث رجال، ثلاث نساء، رجلين وامرأة («ثلاثية منزلية»)، أو امرأتان ورجل («الشطيرة السياحية»).'
هناك أيضاً احتمالية في ان تكون 'الثلاثية المنزلية مفعمة وقوية بشغف الكره'.

### الحب المستطيلى
الحب المستطيلى (أيضاً يسمى رباعى الزوايا أو مربع) انه بعض الشئ مصطلح فكاهى ليصف علاقة عاطفية حيث يحتوى على أربعة أشخاص انه متشابه مع الثلاثة أبعاد لثلاثية الحب. الكثير من الناس يستخدموا هذا المصطلح لوصف علاقة رومانسية بين اثنين تعقدت لاهتمام شخصين آخرين عاطفيا بهم أو علاقة معقدة من طرف شخص واحد حيث يهتم به عاطفيا ثلاثة آخرين، ولكنها عادة ما تكتم عندما يكون في تواصل بين الاشخاص . الحد الأدنى، رجلين لديهم تواصل حالى أو سابق مع فتاتين. هذة العلاقات ليست حتما جنسية؛ لكن يمكن أن يكونوا أصدقاء أو علاقات عائلية. كل من الرجلين/ أو الفتاتين يمكن أيضاً ان يكونوا أصدقاء أو من افراد العائلة (عادة يكون بينهم صله نسب) أو محلفين للاعداء.
تميل مستطيلات الحب إلى التعقيد أكثر من ثلاثية الحب، عادة يستخدم تشابك هذة العلاقات كمصدر للكوميديا. ومن الممكن أن يكون ناتج اساسى من ثلاثية الحب، 'هناك حبكة فرعية، حيث طرف آ يسعى لإشعال حب طرف ب بواسطة طرف ج'. كما كان في ماركيز دي ساد كان الزوج في "غرفة لشخصين"، والبطلة الجميلة الذكية بدءت في البحث عن 'اثنين من المساعدين لزوجها'، كلاهما لا يعرف الأخر؛ وعندما وجدوه المساعدين، قالوا له "لا تزعجنا، يا صديقى، واجلس في مكانك؛ فانك تستطيع ان ترى إنها غرفة لشخصين'.
مثال عن ثلاثية الحب كم كلاسيكيات الأدب لويليام شكسبير حلم ليلة صيف، بين شخصية ليسندر، ديمتريوس، هيلينا، وهرمينا. ديمتريوس طلب ايد هرمينا للزواج من والدها، ولكن هرمينا تعشق ليسندر، الاثنان هربوا، وقرروا الزواج سرا. ديمتريوس لحق الثنائي، وهيلينا لحقت بديمتريوس، الذي كانت تحبه دوما. جنية تدعى بوق، استخدمت السحر لحل الأزمة، وقد حولت عشق الرجلين لهيلينا. تمكن هذا تمكن هذا السحر من إبقاء علاقة ليسندر وهرمينا، وكل من الزوجين تزوجا.
ثلاثية أخرى حدثت في مزارت كوزي فان توتي، حيث شخصية دوربيلا وفيودلجى (أقارب) هم عشقات لفيراندوا وججليمو، وعند انتهاء العرض «بالإتفاق» استبدلوا كل منهم حبيبها.
مبدئ ثلاثية الحب معروف في برامج تلفزيون مثل لوست(جاك شيبارد/ كاثرين أوستن/جيمس فورد/جولييت برك)،

## طالع
- حب غير مشروط